# أبحاث السرطان في المملكة المتحدة
تعد منظمة أبحاث السرطان في المملكة المتحدة ( CRUK ) أكبر منظمة مستقلة لأبحاث السرطان في العالم. تم تسجيلها كمؤسسة خيرية في المملكة المتحدة وجزيرة مان، وتم تشكيلها في 4 فبراير 2002 من خلال اندماج حملة أبحاث السرطان وصندوق أبحاث السرطان الإمبراطوري. يجري مركز أبحاث السرطان في المملكة المتحدة أبحاثًا باستخدام موظفيه والباحثين الممولين بالمنح. كما تقدم معلومات حول السرطان وتدير حملات تهدف إلى رفع الوعي والتأثير على السياسة العامة.
يمول عمل المنظمة بالكامل تقريبًا من قبل الجمهور. تجمع الأموال من خلال التبرعات والإرث وجمع التبرعات المجتمعية والأحداث والشراكات التجارية والشركات. أكثر من 25000 شخص هم متطوعون منتظمون.

## تاريخ
تأسس صندوق أبحاث السرطان الإمبراطوري (ICRF) في عام 1902 كصندوق أبحاث السرطان، وتم تغيير اسمه إلى صندوق أبحاث السرطان الإمبراطوري في عام 1904. وقد نمت على مدى العشرين عامًا التالية لتصبح واحدة من المؤسسات الخيرية الرائدة في مجال أبحاث السرطان على مستوى العالم. ترأس السير ويليام تشرش ‏ لجنتها التنفيذية منذ إنشائها في عام 1902 حتى عام 1923. مختبراتها الرئيسية التي كانت موجودة سابقًا في لينكولنز إن فيلدز ‏ ، لندن، وكلير هول، هيرتفوردشاير ، والمعروفة باسم معهد أبحاث السرطان في المملكة المتحدة بلندن ‏، هي الآن جزء من معهد فرانسيس كريك.
تأسست حملة الإمبراطورية البريطانية لمكافحة السرطان (BECC) في عام 1923، وقد لاقت في البداية رد فعل عدائي من ICRF ومجلس البحوث الطبية، الذي اعتبرها منافسًا. وأصبحت "الحملة"، كما كانت تُعرف بين العامة، هيئة ناجحة للغاية وقوية في مجال منح المنح. في عام 1970، أعيد تسمية الجمعية الخيرية إلى حملة أبحاث السرطان (CRC).
تأسست المنظمتان في 20 نوفمبر 2001، ثم اندمجتا رسميًا في 4 فبراير 2002 لتشكيل Cancer Research UK، أكبر منظمة مستقلة لأبحاث السرطان في العالم (أكبرها، المعهد الوطني للسرطان، ممول من قبل حكومة الولايات المتحدة). في وقت الاندماج، كان دخل ICRF السنوي 124 مليون جنيه إسترليني، في حين كان دخل CRC 101 مليون جنيه إسترليني.
استنادًا إلى مشاركة المقالات خلال الفترة بين يناير 2015 وأغسطس 2019، أدرجت مجلة Nature مؤسسة Cancer Research UK ضمن أفضل 150 من أفضل 200 مؤسسة في مجال أبحاث السرطان في العالم.
حققت شركة CRUK دخلاً قدره 718,793,138 جنيهًا إسترلينيًا ونفقات قدرها 640,845,146 جنيهًا إسترلينيًا للسنة المالية المنتهية في 31 مارس 2023.
في 30 أبريل 2024، تم الإعلان عن الملك تشارلز الثالث راعيًا للجمعية الخيرية.

## بحث
في السنة المالية 2014/2015، أنفقت الجمعية الخيرية 422.67 مليون جنيه إسترليني على مشاريع أبحاث السرطان (67% من إجمالي دخلها لذلك العام). أنفق الجزء الأكبر من التكاليف المتبقية على تكاليف التداول وجمع التبرعات مع إنفاق مبلغ صغير على خدمات المعلومات والحملات والدعوة والإدارة وغيرها من الأنشطة أو تم الاحتفاظ به كاحتياطي.
حوالي 40% من إنفاقها البحثي (27% من إجمالي إنفاقها) يذهب إلى الأبحاث المعملية الأساسية حول الأساس الجزيئي للسرطان. ويدعم الباقي الأبحاث في أكثر من 100 نوع محدد من السرطان، مع التركيز على اكتشاف الأدوية وتطويرها؛ والوقاية والكشف المبكر والتصوير ؛ والجراحة والعلاج الإشعاعي؛ والسرطانات حيث لا تزال معدلات البقاء على قيد الحياة منخفضة، مثل سرطان المريء والرئة والبنكرياس.
تمول الجمعية الخيرية أعمال أكثر من 4000 باحث وطبيب وممرضة في جميع أنحاء المملكة المتحدة، وتدعم أكثر من 200 تجربة سريرية وتدرس السرطان وخطر الإصابة بالسرطان لدى أكثر من مليون شخص في المملكة المتحدة.

## الشراكات
- معهد فرانسيس كريك، بالتعاون مع مجلس البحوث الطبية ومؤسسة ويلكوم
- معهد أكسفورد لعلم الأورام الإشعاعي  [لغات أخرى]‏، بالتعاون مع مجلس البحوث الطبية
- معهد جوردون  [لغات أخرى]‏، بالتعاون مع مؤسسة ويلكوم
- مركز أبحاث السرطان في مانشستر  [لغات أخرى]‏ ، أسس في عام 2006 من قبل جامعة مانشستر، ومؤسسة أبحاث السرطان في المملكة المتحدة، ومؤسسة كريستي NHS Foundation Trust.[20]
- المعهد الوطني لأبحاث السرطان  [لغات أخرى]‏ والذي يضم أيضًا مجلس البحوث الطبية (المملكة المتحدة) وسرطان الدم في المملكة المتحدة.[21]
- وزارة الصحة بالمملكة المتحدة، ومؤسسة ويلكوم، والخدمة الصحية الوطنية، والمعهد الوطني للتميز الصحي، وخدمة تسجيل وتحليل السرطان الوطنية التابعة للصحة العامة في إنجلترا.[22]

## مشاريع العلوم المدنية
تشارك الجمعية الخيرية في العديد من مشاريع العلوم المدنية بما في ذلك:
- Cell Slider – مشروعها الأول الذي تم إنشاؤه في عام 2012. تم تحليل عينات من أورام سرطان الثدي، المأخوذة من دراسات سابقة، من خلال تطبيق قائم على الويب.
- العب لعلاج: الجينات في الفضاء - أول لعبة محمولة تم تطويرها بالتعاون مع Guerilla Tea، والتي نشأت كنموذج أولي خلال لعبة استمرت  [لغات أخرى]‏ لمدة 48 ساعة. يقوم اللاعبون بتخطيط مسارات لتوجيه سفينة الفضاء في اللعبة، وهو ما يتوافق مع تحليل البيانات الجينية.[23][24]
- عكس الاحتمالات - لعبة محمولة تعتمد على لعبة "اللعب للعلاج: الجينات في الفضاء" ولكن بدقة أكبر، وتتضمن إكمال الألغاز والإجابة على الأسئلة حول عينات سرطان الرئة والمثانة.
- أثبتت لعبة The Impossible Line، وهي لعبة ألغاز محمولة ترصد الأخطاء الجينية في بيانات سرطان الثدي، أن الجانب المتعلق باللعبة أدى إلى انخفاض الدقة.
- Trailblazer – تطبيق قائم على الويب يبحث في عينات الأنسجة لتحديد وجود أو عدم وجود خلايا سرطانية.[25]

## مراكز البحوث
- كمبريدج: جامعة كمبريدج
- مدينة لندن: كينجز كوليدج لندن، كلية لندن الجامعية، معهد بارتس للسرطان، معهد فرانسيس كريك
- علوم التقارب: إمبريال كوليدج لندن ومعهد أبحاث السرطان
- مانشستر: جامعة مانشستر
- نيوكاسل: جامعة نيوكاسل
- أكسفورد: جامعة أكسفورد
- اسكتلندا: جامعة إدنبرة وجامعة غلاسكو

## الإنجازات والتأثير
وتشمل الأدوية التي طورها علماء المنظمة ما يلي:
- السيسبلاتين والكاربوبلاتين، أدوية العلاج الكيميائي السامة للخلايا أكتشفت في معهد أبحاث السرطان في لندن.[26]
- أبيراتيرون، وهو دواء لعلاج سرطان البروستاتا تم اكتشافه في معهد أبحاث السرطان في لندن.[27]
- تم اكتشاف عقار تيموزولوميد، الذي له تأثير على الورم الأرومي الدبقي، من قبل علماء CRUK في جامعة أستون. [28]
- روكاباريب، وهو عقار مثبط لإنزيم PARP اكتشفه علماء CRUK بما فيهم روث بلامر  [لغات أخرى]‏ في المعهد الشمالي لأبحاث السرطان.[29]
- تاموكسيفين، وهو علاج هرموني يستخدم لعلاج سرطان الثدي وخفض خطر تكرار المرض.[30]
- وقد فاز العديد من علماء المنظمة بجوائز كبرى، بما في ذلك:توماس ليندال: أحد الحائزين الثلاثة على جائزة نوبل في الكيمياء لعام 2015، للدراسات الميكانيكية لإصلاح الحمض النووي،[31][32] انضم إلى المنظمة كباحث في عام 1981، ومنذ عام 1986 كان أول مدير لمعهد كلير هول للأبحاث[الإنجليزية] في هيرتفوردشاير ، ومنذ عام 2015 أصبح جزءًا من معهد فرانسيس كريك.بول نورس وتيم هانت: حائزان على جائزة نوبل في الطب وعلم وظائف الأعضاء عام 2001، عن العمل الذي بدآه في معهد لندن للأبحاث  [لغات أخرى]‏.[33]ريناتو دولبيكو: حائز على جائزة نوبل في الطب وعلم وظائف الأعضاء عام 1975، بينما كان نائب مدير ما كان يُعرف آنذاك بصندوق أبحاث السرطان الإمبراطوري.[34]

## أنشطة خيرية أخرى

### خدمات المعلومات
من خلال Cancer Health UK، وهو موقع إلكتروني مكتوب باللغة الإنجليزية البسيطة ‏، فإنه يوفر معلومات عن السرطان وعلاج السرطان، وقاعدة بيانات فريدة للتجارب السريرية. يقدم فريق من الممرضات خدمة هاتفية سرية، ويوفر منتدى Cancer Chat مكانًا للمستخدمين للتحدث إلى الآخرين المتأثرين بالسرطان، وتوفر وحدات التوعية بالسرطان المتنقلة معلومات صحية إلى المواقع ذات معدلات الإصابة بالسرطان والوفيات المرتفعة. ويقدم معلومات إحصائية من خلال قسم إحصائيات السرطان. كما أنها توفر المنشورات للجمهور للطلب والتنزيل.
تنشر مؤسسة أبحاث السرطان في المملكة المتحدة مجلة طبية مهنية تصدر مرتين شهريًا، وهي المجلة البريطانية للسرطان.

### التأثير على السياسة العامة
عملت الجمعية الخيرية على تحقيق حظر التدخين في إنجلترا وتواصل حملتها من أجل اتخاذ المزيد من الإجراءات ضد التدخين. تعمل الجمعية الخيرية على الضغط من أجل برامج فحص أفضل وتقدم المشورة بشأن الوصول إلى أدوية جديدة لعلاج السرطان.